# Pauline Stey
Pauline Stey, née le 9 septembre 2001 à Saverne, est une athlète française, spécialiste de la marche athlétique.

## Biographie
Pauline Stey a grandi dans le village alsacien de Waldolwhisheim. Elle pratique l'athlétisme depuis ses 10 ans. Elle a débuté au club local du Rohan Athlétisme Saverne et est toujours licenciée à l'Alsace Nord Athlétisme (ANA).
En 2013, on la voit déjà à l'épreuve du 2 000 m marche, puis 2015 au 3000 m marche, au 5000 m marche en 2017, puis en 2019, elle termine troisième du 10 kilomètres marche junior à la Coupe d'Europe de marche 2019 à Alytus.
En 2021, elle est médaillée d'argent du 3 000 mètres marche aux Championnats de France en salle à Miramas. En juin, elle est médaillée d'argent du 10 000 mètres marche aux Championnats de France 2021 à Angers et détient le Record de France Espoirs en 43 min 3s 76. En juillet, elle décroche une 3e médaille d'argent, du 20 kilomètres marche aux Championnats d'Europe espoirs à Tallinn.
En 2023, elle est sacrée championne de France du 3 000 mètres marche à Val-de-Reuil, médaillée de bronze en Élite et d’argent en espoirs aux Championnats de France du 20 km marche à Aix-les-Bains, puis remporte la médaille de bronze du 20 km par équipes aux Championnats d'Europe de marche par équipes à Poděbrady. Le 12 juillet 2023, elle devient Championne d'Europe Espoirs du 20 km marche à Espoo, en établissant un nouveau Record de France Espoirs en 1 h 31 min 17 s.
Le 26 juin 2024, elle participe au relais de la flamme olympique à Saverne. Elle est sélectionnée pour participer aux Jeux Olympiques de Paris 2024 dans la catégorie 20 km Marche dans laquelle elle se classe à la 26e place.
2025 confirme sa progression constante avec de nouveaux records au 20 km marche route ( et 10 km au passage) et au 10 000 m Marche sur piste au Championnats de France à Talence. Elle est sélectionnée pour les Championnats du Monde d'Athlétisme de Tokyo 2025.

## Palmarès

### International
| Date | Compétition                                 | Lieu      | Résultat | Épreuve      | Performance     |
| ---- | ------------------------------------------- | --------- | -------- | ------------ | --------------- |
| 2019 | Coupe d'Europe U20                          | Alytus    | 3e       | 10 km marche | 47 min 53 s     |
| 2019 | Coupe d'Europe U20                          | Alytus    | 2e       | Par équipe   | 11 pts          |
| 2021 | Championnats d'Europe espoirs               | Tallinn   | 2e       | 20 km marche | 1 h 34 min 57 s |
| 2023 | Championnats d'Europe de marche par équipes | Poděbrady | 9e       | 20 km marche | 1 h 32 min 21 s |
| 2023 | Championnats d'Europe de marche par équipes | Poděbrady | 3e       | Par équipe   | 37 pts          |
| 2023 | Championnats d'Europe espoirs               | Espoo     | 1er      | 20 km marche | 1 h 31 min 17 s |
| 2023 | Championnats du monde                       | Budapest  | 18e      | 20 km marche | 1 h 31 min 20 s |
| 2024 | Championnat d'Europe d'Athlétisme           | Rome      | 8e       | 20 km marche | 1h 29 min 54s   |
| 2024 | Jeux Olympiques 2024                        | Paris     | 26e      | 20 km marche | 1 h 31 min 59s  |
| 2025 | Championnat d'Europe de Marche par équipes  | Podebrady | 3e       | 20 km marche | 1 h 28 min 18s  |

### National
- Championnats de France d'athlétisme :
  - 10 000 m Marche: 2e en 2025, 1ere en 2023, 2e en 2021
- Championnats de France d'athlétisme en salle :
  - Championne de France du 3 000 m marche en 2023[10]
- Championnats de France des 20 Km Marche Route:
  - 20 Km Marche Route : 1ère en 2025, 1ère en 2024, 3e en 2023

## Records
| Épreuve               | Performance    | Lieu         | Date            | Note             |
| --------------------- | -------------- | ------------ | --------------- | ---------------- |
| 3000 m Marche Route   | 12 min 26 s 45 | Val-de-Reuil | 11 février 2023 | Record de France |
| 10 Km Marche Route    | 44 min 35 s    | Podebrady    | 18 mai 2025     |                  |
| 10 000 m Marche piste | 42 min 57 s 93 | Talence      | 01 août 2025    |                  |
| 20 km Marche Route    | 1h 28min 18 s  | Podebrady    | 18 mai 2025     |                  |